# Bill Bland
William B. Bland, genannt Bill Bland (* 28. April 1916 in Ashton-under-Lyne in Lancashire; † 13. März 2001) war ein britischer Hoxhaist und Neostalinist. Innerhalb der kommunistischen Bewegung bezog er sich auf die Lehren von Enver Hoxha und dessen Partei der Arbeit Albaniens. Als langjähriger Vorsitzender der britischen Albanian Society publizierte Bland über das Land und übersetzte Texte aus dem Albanischen.

## Leben und politische Positionen
Bland wurde als Sohn eines Druckereigeschäftsführers geboren. Er besuchte die Manchester Grammar School, musste diese aufgrund der Arbeitslosigkeit seines Vaters in Folge der Weltwirtschaftskrise jedoch 1931 mit 15 Jahren verlassen, um Arbeit zu finden. 1937 besuchte er kurz die Sowjetunion. 1938/39 wanderte Bland nach Neuseeland aus. Etwa 1950 kehrte er nach England zurück.
1965 war er Mitbegründer der späteren Communist League of Great Britain, zuvor war er Mitglied der Kommunistischen Parteien Neuseelands und Großbritanniens. Bland vertrat die Position, in der Sowjetunion sei nach dem Tode Josef Stalins eine Form des Kapitalismus (mit pseudokommunistischer Maskierung) wiederhergestellt worden, was er u. a. in seinem Werk Die Restauration des Kapitalismus in der Sowjetunion detailliert zu schildern versuchte. Mao Zedong galt ihm als „Linksabweichler“, während er Hoxha als einen wahren Marxisten-Leninisten in der Tradition von Karl Marx, Friedrich Engels, Wladimir Iljitsch Lenin und Stalin bezeichnete. Blands Position zur Sowjetunion (Restauration des Kapitalismus) war in den K-Gruppen Europas vorherrschend; die zu Mao war in den 1960er Jahren problematisch, da Hoxha Mao damals noch unterstützte. Er wurde schließlich in seiner Position zur Volksrepublik China durch den chinesisch-albanischen Bruch 1978 bestärkt.
Bland war Mitgründer der Albanian Society und wurde drei Jahre nach ihrer Gründung ihr Geschäftsführer. Diesen Posten hatte er fast dreißig Jahre inne, bis die kommunistische Herrschaft in Albanien Anfang der 1990er Jahre endete. Bland war Herausgeber des Journals  dieser Gesellschaft, der „Albanian Life“. Bland war 1991 eines der Gründungsmitglieder der Stalin Society in Großbritannien. Das von Bland 1988 herausgegebene Werk Albania lieferte die erste englischsprachige Bibliographie zu Albanien.

## Belege
1. ↑  Interview with William B. Bland (engl.)
2. ↑  Encyclopedia of Marxism: Glossary of People (engl.)
3. ↑  William B. Bland: Albania. Clio, Oxford 1988, ISBN 1-85109-037-1. Besprechung durch Alexander Lopasic. In: British Journal of Middle Eastern Studies, Vol. 19, No. 1, (1992), S. 114–115.

| Personendaten    | Personendaten                   |
| ---------------- | ------------------------------- |
| NAME             | Bland, Bill                     |
| ALTERNATIVNAMEN  | Bland, William B.; Bland, W. B. |
| KURZBESCHREIBUNG | britischer Hoxhaist und Optiker |
| GEBURTSDATUM     | 28. April 1916                  |
| GEBURTSORT       | Ashton-under-Lyne, Lancashire   |
| STERBEDATUM      | 13. März 2001                   |